# Männedorf
Männedorf est une commune suisse du canton de Zurich, située dans le district de Meilen, sur la rive droite du lac de Zurich.

## Blason
Le blason de Männedorf est à l'origine celui du vogt Eberhard von Ottikon qui administrait au XVe siècle la cité. Le blason doré représente une loutre d'Europe avec un poisson bleu dans la gueule.

## Histoire

Photo aérienne de Walter Mittelholzer (1919).

Comme la plupart des communes en bordure de lac, Männedorf était peuplée dès l'âge de pierre.

## Géographie
Selon l'Office fédéral de la statistique, la commune présente une superficie de 478 ha dont 34 % sont consacrés à l'agriculture, 34 % sont habités, 25 % sont constitués de forêts et 6 % de cours d'eau. La ville de Männedorf fait partie de l'agglomération de Zurich et s'est développée conjointement.

## Démographie
Selon l'Office fédéral de la statistique, Männedorf compte 11 437 habitants fin 2022. Sa densité de population atteint 2398 hab./km2.
| Évolution de la population | Évolution de la population |
| Année                      | Population                 |
| -------------------------- | -------------------------- |
| 1799                       | 2 166                      |
| 1850                       | 2 382                      |
| 1900                       | 2 902                      |
| 1950                       | 4 396                      |
| 2000                       | 8 348                      |
| 2009                       | 10 000                     |
| 2011                       | 10 434                     |

## Personnalités
- Albert Billeter (1815-1894), horloger.
- Anna Bachofner (1839-1909), écrivain, décédée à Männedorf.
- Helen Dahm (1878-1968), peintre expressionniste suisse, décédée à Männedorf.